# GUNkondo
GUNkondo（がん こんどう）は、日本のボーカリスト。福岡県糸島市在住。1969年生まれ。

## 概要
冬季湛水農法での稲作をしながら土から受ける教えを音楽表現に活かし、追求を続ける。自己のバンド、ユニットでイベントやライブに出演。 ソロとして様々なジャンルのアーティストと共演。 レコーディング・CMソング・ライブ活動を行っている。共演者に村上秀一・ヤヒロトモヒロ・バンバンバザール・岩崎大輔など多数。

## 主な経歴
1996年：20代で好きな音の追求のために単身ニューヨークに渡りハーレムの教会に通う。
1998年：アフリカ大陸を1年間放浪。 
2001年：「Journey to INSIDDE」 CD発売ライブをZEPP FUKUOKAで開催。
2004年：NAGUN関西・関東ツアー参加。
2005年：真砂秀朗「Wind Hunter」CD発売ライブツアーにレコーディングメンバーとして参加。
2006年：DVDうごく絵本シリーズ「チルビー」「つきよのくじら」参加。
2009年：黒伊佐錦TVCMソング歌唱。
2012年：富士山ふもとっぱら「いのちのまつり」出演。
2013年・2014年：クリスマスマーケット in 光の街・博多、NAKASU JAZZ 出演
2016年5月：ソロとしての1stアルバム「Point to the Line」を発売。 村上秀一とユニットを始動。年に数回のツアーを展開。